# Rosenkransen

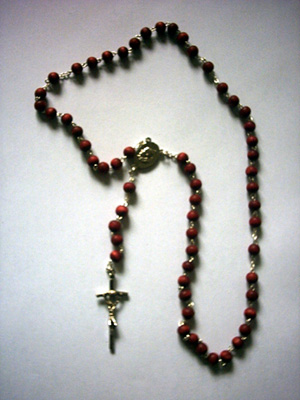
Rosenkrans.

Rosenkransen eller rosenkransbönen är en meditativ serie böner som främst brukas inom Katolska kyrkan, där den anses ha en viktig roll i den kristnes dagliga liv. Den firas med en egen dag i helgonkalendern, Vår Fru av Rosenkransen den 7 oktober. Rosenkransen består av upprepningar av bland annat Fader vår och Ave Maria, och för att hålla räkningen på dessa böner finns ett särskilt radband. Under dessa böner mediterar den bedjande över serier av händelser, mysterier, i Jesu och Jungfru Marie liv. Rosenkransen kan bedjas enskilt eller i grupp; enligt flera påvliga encyklikor bör den dock bedjas varje dag. Rosenkransen är framförallt en katolsk bön, men den förekommer även i andra samfund, däribland de ortodoxa; dessa skiljer sig dock något från de katolska.
Det finns olika varianter av rosenkransen som blivit godkända av Katolska kyrkan, såsom den franciskanska, och heliga Birgittas rosenkrans som innehåller en extra meditation per rosenkrans.

## Historia
Att be en serie böner verkar ha förekommit sedan kyrkans äldsta historia, och bruket förekommer i de äldsta av samfunden med tillhörande radband. De äldsta radbanden verkar ha bestått av knutar på rep eller snören. Det finns belägg för att Fader vår brukades för liknande böneserier, ofta om hundra (genom att man funnit radband med hundra kulor), men det är osäkert hur länge Ave Maria betts på liknande sätt. Omkring 1100-talet var seden i bruk att be 50 eller 150 Ave Maria i rad. Den katolska traditionen gör gällande att just rosenkransen som form av böneserie härrör från Dominicus och striden mot albigenserna, där bönen till jungfru Maria skulle bistå katolikerna. Det är dock osäkert om Dominicus inbegrep de mysterier att meditera över som numera hör till bönen; somliga gör också gällande att rosenkransen redan fanns och att Dominicus endast gjorde den mera allmänt känd.
Namnet har använts i andra sammanhang under medeltiden och har flera symboliska betydelser. Exakt hur namnet kom i bruk för denna böneform finns det flertaliga, och sinsemellan motstridiga, legender om.
Fram till 1900-talet bestod den reguljära rosenkransen av fem grupper om ett Fader vår, tio Ave Maria, och ett Gloria Patri. 1917 hade tre barn i Fátima en uppenbarelse av jungfru Maria (Vår Fru av Fátima), där de enligt vad de berättade fick lära sig ännu en bön, som numera kallas Fatimas bön. Den ingår sedan dess i rosenkransen.
Innan 2002 innehöll rosenkransbönen tre grupper av mysterier, eller hemligheter, över vilka den bedjande mediterar. År 2002, i samband med Rosenkransens år lade påven Johannes Paulus II till även "ljusets hemligheter", vilket innebär att Rosenkransen nu består av fyra olika grupper av mysterier att meditera över.

## Utförande

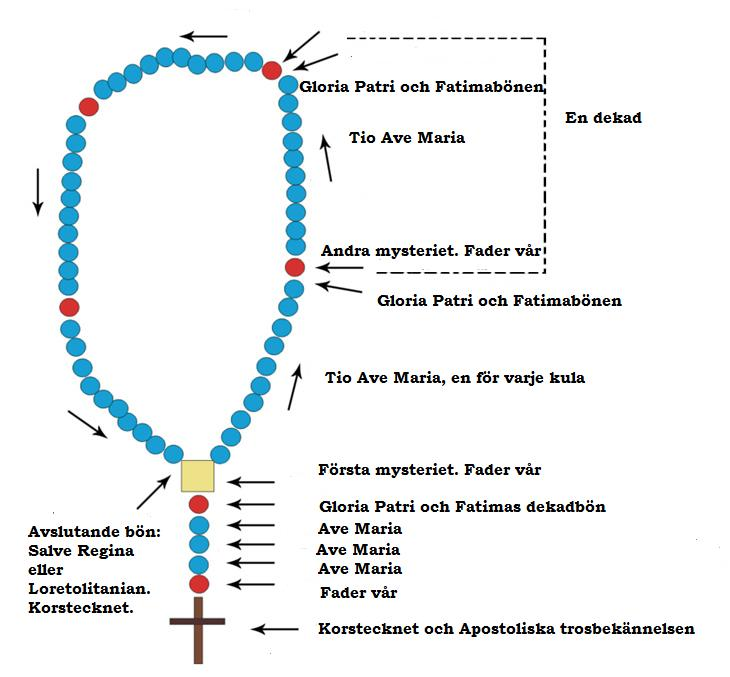
Stiliserad bild av hur rosenkransen beds med hjälp av radband. Bönen börjar vid korset.

Rosenkransbönen utförs oftast med hjälp av ett speciellt radband som kallas rosenkrans. Detta radband hjälper den bedjande att hålla reda på bönens meditativa repetitionsmönster. Ett typiskt radband för rosenkransen består av ett sextiotal kulor som är uppträdda runt om på en tråd, som ett halsband, och en sträng som hänger på en medaljong ut från rundeln. Längst ut på strängen finns ett kors.
För att träda in i bönens meditation inleds bönen alltid med korstecknet, den apostoliska trosbekännelsen, en Fader vår, tre Ave Maria, en Gloria Patri och en Fatimas dekadbön; dessa skall bedjas i en tyst omgivning, utan störande moment. Denna inledning beds på strängens kulor. Efter denna inledning börjar den egentliga bönen längs kulorna som är uppträdda på radbandets ihopknutna del.
Grundstrukturen i rosenkransen är en Fader vår följt av tio Ave Maria, en Gloria Patri och en Fatimas dekadbön vilket sammantaget kallas en dekad. Denna dekad upprepas fem gånger.
Över varje dekad begrundas ett av mysterierna i grupper om fem, beroende på vilken dag det är. Tillsammans med Jungfru Maria ber den troende Gud om nåd att förstå hur det enskilda mysteriet ska omsättas till liv och verksamhet.
Efter de fem dekaderna, avslutas bönen som regel med Salve Regina eller Litaniae lauretanae, samt slutligen med korstecknet. Till avslutningsbönen tillfogas ofta en bön om att få imitera rosenkransens mysterier och att få erhålla vad de utlovar.
Vilka mysterier som mediteras över beror på vilken veckodag det är, men under kyrkoåret kan också ordningen ändras. Under meditationen kan den bedjande läsa det stycke i Bibeln som berättar om mysteriet, och begrunda en bild som föreställer detta.

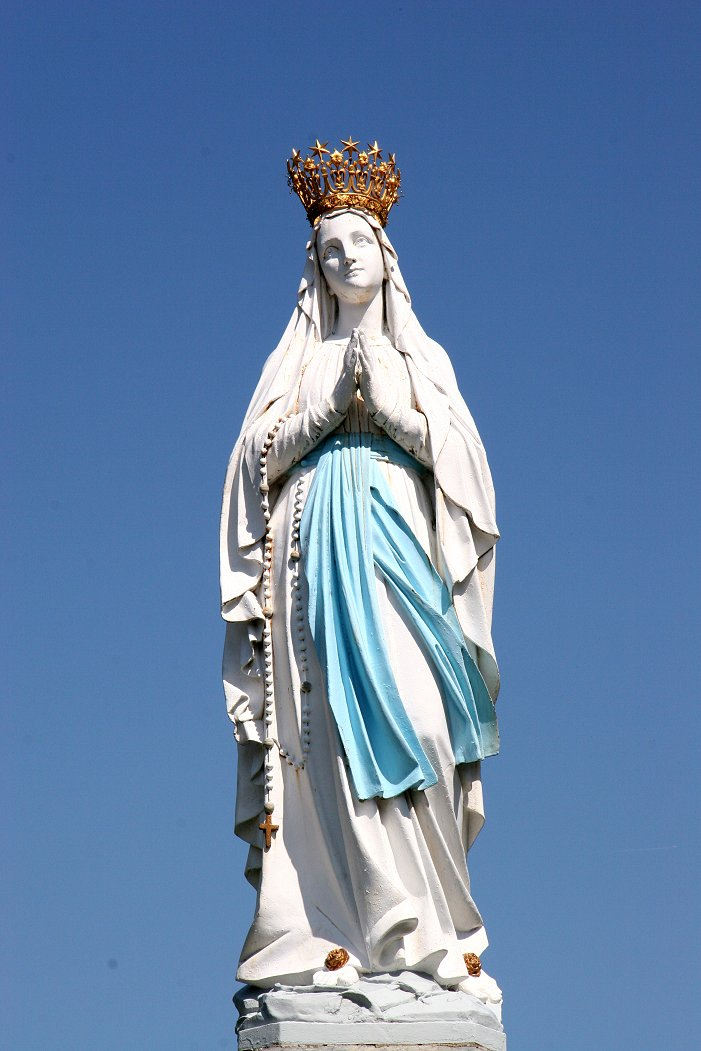
Jungfru Maria

### Den glädjerika rosenkransens hemligheter
Den glädjerika rosenkransen bedes på måndagar och lördagar.
1. Kristus blir människa i Nasaret (Lukasevangeliet 1:26-38)
2. Maria besöker Elisabet (Lukasevangeliet 1:39-56)
3. Jesus föds i Betlehem (Lukasevangeliet 2:1-20)
4. Jesus frambärs i templet (Lukasevangeliet 2:22-40)
5. Jesus återfinns i templet (Lukasevangeliet 2:41-52)

### Den smärtorika rosenkransens hemligheter
Den smärtorika rosenkransen bedes på tisdagar och fredagar.
1. Jesu lider dödsångest i Getsemane (Matteusevangeliet 26:36-46)
2. Jesus pryglas (Matteusevangeliet 27:26)
3. Jesus hånas och kröns med törnekronan (Matteusevangeliet 27:27-31)
4. Jesus bär sitt kors (Lukasevangeliet 23:26)
5. Jesus korsfästs och överlämnar sin ande (Matteusevangeliet 27:33-56)

### Den ärorika rosenkransens hemligheter
Den ärorika rosenkransen bedes på onsdagar och söndagar.
1. Jesus uppstår från de döda (Matteusevangeliet 28:1-10)
2. Jesus upptas till himlen (Apostlagärningarna 1:6-14)
3. Jesus utgjuter Anden på pingstdagen (Apostlagärningarna 2:1-11)
4. Jesus upptar Maria till himlens härlighet (Uppenbarelseboken 12:1)
5. Jesus kröner Maria till drottning (Jakobsbrevet 1:12)

### Livets och ljusets hemligheter
Livets och ljusets rosenkrans bedes på torsdagar.
1. Jesus döps av Johannes (Matteusevangeliet 3:13-17)
2. Jesus förvandlar vatten till vin i Kana (Johannesevangeliet 2:1-11)
3. Jesus förkunnar i ord och gärning Guds rike (Markusevangeliet 1:14-15)
4. Jesus förhärligas på berget (Matteusevangeliet 17:1-9)
5. Jesus instiftar eukaristin (Matteusevangeliet 26:26-30)

## Rosenkransens religiösa betydelse
Flera påvar har under de senaste århundradena betonat vikten av att de troende ber rosenkransen. Påve Leo XIII, som ibland har kallas "påven av Rosenkransen", hävdade att bönen var ett vapen mot ondskan i det moderna samhället, och senare påvar har framhållit dess evangeliska karaktär. Rosenkransen är inte tänkt att ersätta liturgin, utan att förstärka den. Påve Johannes Paulus II uttryckte dess betydelse som att "konsten att be den är en träning till helighet". När den beds kontemplativt, inte mekaniskt, skall den vara en väg att göra Jesu liv närvarande i nuet, i den kristnes eget liv. Rosenkransen motiveras också med att den ökar insikten i Kristi mysterier; den anses därför vara kateketisk till sin karaktär.
Jungfru Maria har en framträdande roll i rosenkransen, vilket Johannes Paulus II beskriver som att "den troende söker Kristi ansikte och lär sig om honom genom hans moder". Av den orsaken menade Johannes Paulus II att den är kristocentrisk. Grundförutsättningen, menade han, var det repetitiva.